# Dokters vs Internet
Dokters vs Internet is een Nederlands televisieprogramma van KRO-NCRV, gepresenteerd door Anita Witzier, dat van 2016 tot 2018 werd uitgezonden.

## Opzet
Een team van drie dokters neemt het op tegen een team van drie bekende Nederlanders bij het stellen van een diagnose bij echte patiënten. De bekende Nederlanders mogen gebruikmaken van het internet, de dokters moeten de juiste diagnose stellen op basis van hun ervaring en parate kennis.

## Uitzendingen

### Eerste reeks
| Datum        | Team              | Bekende Nederlanders                                       |
| ------------ | ----------------- | ---------------------------------------------------------- |
| 20 dec. 2016 | 'Medische' BN'ers | Marc Klein Essink, Martine Sandifort en Patrick Lodiers    |
| 21 dec. 2016 | Acteurs           | Georgina Verbaan, Marcel Musters en Mouna Goeman Borgesius |
| 22 dec. 2016 | Wetenschapsteam   | Manuel Venderbos, Diederik Jekel en Lieven Scheire         |

### Tweede reeks
| Datum        | Team                      | Bekende Nederlanders                                             |
| ------------ | ------------------------- | ---------------------------------------------------------------- |
| 25 juli 2017 | Cabaretgroep NUHR         | Joep van Deudekom, Viggo Waas en Peter Heerschop                 |
| 1 aug. 2017  | Keuringsdienst van Waarde | Daan Nieber, Sofie van den Enk en Marijn Frank                   |
| 8 aug. 2017  | Radiodiskjockeys          | Gijs Staverman, Annemieke Schollaardt en Jeroen Kijk in de Vegte |
| 15 aug. 2017 | Opsporing Verzocht        | Ellie Lust, Jaap Jongbloed en Nathalie Schubart                  |
| 22 aug. 2017 | Wie is de Mol?            | Kees Tol, Roos Schlikker en Thomas Cammaert                      |
| 29 aug. 2017 | Schrijfsters              | Heleen van Royen, Daphne Deckers en Susan Smit                   |

### Derde reeks
| Datum         | Team           | Bekende Nederlanders                                             |
| ------------- | -------------- | ---------------------------------------------------------------- |
| 22 maart 2018 | Wie is de Mol? | Emilio Guzman, Ruben Hein en Bella Hay                           |
| 29 maart 2018 | 3 op reis      | Maurice Lede, Evi Hanssen en Nienke de la Rive Box               |
| 5 april 2018  | Musicalsterren | Lone van Roosendaal, René van Kooten en Brigitte Heitzer         |
| 12 april 2018 | Moeders        | Marlijn Weerdenburg, Lisa Milne en Tess Milne                    |
| 26 april 2018 | Boerinnen      | Agnes Lensing-van de Ven, Henrieke Lutke Willink en Bertie Steur |
| 3 mei 2018    | Chefs          | Joris Bijdendijk, Freek van Noortwijk en Guillaume de Beer       |